# Хиноя
Хиноя (на норвежки: Hinnǿy) е остров в Норвежко море, край северозападното крайбрежие на Скандинавския полуостров, най-големия в архипелага Вестеролен, част от територията на Норвегия – фюлке (области) Норлан (западната и южната част) и Тромс (североизточната част). Площ 2205 km².
На изток и юг протоците Вогсфиорд и Вестфиорд го отделят от континента, на север протока Ансфиорд – от остров Андьоя, на запад протоците Гавълфиорд и Хадселфиорд – от остров Лангьоя, а на югозапад протока Тролфиорд – от остров Ауствогьоя (най-големия от Лофотенските острови). Бреговете са предимна скалисти, силно разчленени на север, запад и юг от дълбоко врязани в сушата фиорди: Гулесфиорд (над 40 km, почти разделя острова на две части) на север, Хогънфиорд, Сигерфиорд и Ингелсфиорд на запад. Релефът е основно хълмист и нископланински с височини 600 – 700 m (максимална връх Мьойсален 1262 m, в югозападната му част). По крайбрежието е добре изразена брегова равнина, т.нар. странфлат. Изграден е главно от гранити и гнайси. Климатът е умерен, морски. Средна януарска температура около 0°С, средна юлска около 12°С, годишна сума на валежите над 1000 mm. Големи участъци са заети от пасища, торфища и мочурища, а на места се срещат малки и редки брезови горички. Населението на острова се занимава предимно с морски риболов. Най-голям град Харстад (на североизточния бряг). На изток чрез моста Хелсун (1 km) остров Хиноя се свързва с континента, на запад моста Сортлан го свързва с остров Лангьоя, а на север моста Андьоя (1 km) – с остров Андьоя.